# Hoplitis graeca
Hoplitis graeca är en biart som först beskrevs av Borek Tkalcu 2000.  Hoplitis graeca ingår i släktet gnagbin, och familjen buksamlarbin.

## Underarter
Arten delas in i följande underarter:
- H. g. graeca
- H. g. ionica